# Ерве Годіньйон
Ерве Годіньйон (фр. Hervé Godignon, 22 квітня 1952) — французький вершник.
Бронзовий призер Олімпійських Ігор 1992 року в командному конкурі, учасник 1996 року.